# Hapalopsittaca
Hapalopsittaca és un gènere d'ocells de la família dels psitàcids originària dels Andes a Amèrica del Sud.

## Taxonomia
Segons la Classificació del Congrés Ornitològic Internacional (versió 14.2, 2024) aquest gènere està format per 4 espècies:
- lloro de cara canyella (Hapalopsittaca amazonina).
- lloro de Fuertes (Hapalopsittaca fuertesi).
- lloro de Salvin (Hapalopsittaca pyrrhops).
- lloro alanegre (Hapalopsittaca melanotis).